# 陳文衡 (清朝)
陳文衡（?—?），福建龙岩人，清朝政治人物。进士出身。
道光二年，登进士。道光18年（1838年），擔任清朝遵义府婺川縣知縣。后由余汝本接任。